# Tristan und Isolde (opera)
Tristan und Isolde is een opera in drie aktes van Richard Wagner. Het libretto, geschreven door de componist, is grotendeels gebaseerd op een liefdesdrama van Gottfried von Straßburg. Het werd gecomponeerd tussen 1856 en 1859 en beleefde zijn première in München op 10 juni 1865 met Hans von Bülow als dirigent. Het wordt beschouwd als een van de hoogtepunten van het operarepertoire; Tristan is kenmerkend voor Wagners vooruitstrevende gebruik van chromatiek, tonaliteit en het gebruik van niet-harmonische tonen. De opera was zeer invloedrijk en inspireerde componisten als Gustav Mahler, Richard Strauss, Karol Szymanowski, Alban Berg en Arnold Schönberg. Met dit werk werd gebroken met de tot dan toe gebruikelijke harmonie en tonaliteit en het was maatgevend voor de verdere ontwikkeling van de klassieke muziek later.

## Ontstaansgeschiedenis
In 1849 zag Wagner zich gedwongen zijn positie als dirigent aan de Sächsische Staatsoper op te geven, omdat hij werd gezocht door de autoriteiten vanwege zijn deelname aan de onsuccesvolle Mei-Revolutie in Dresden. Hij liet zijn vrouw, Minna, achter in Dresden, en vluchtte naar Zürich. Daar, in 1852, ontmoette hij de welvarende zijdehandelaar Otto Wesendonck. Wesendonck werd een aanhanger en mecenas van Wagner, terwijl zijn vrouw, Mathilde, Wagners muze werd. Hoewel Wagner werkte aan Der Ring des Nibelungen, raakte hij gefascineerd door de legende van Tristan en Isolde.

Volgens zijn autobiografie, Mein Leben, besloot Wagner de Tristanlegende op muziek te zetten omdat zijn vriend, Karl Ritter, bezig was met een dramatische versie van datzelfde werk. Naar Wagners mening had Ritter te weinig nadruk gelegd op de "diepe tragiek" en te veel op de avontuurlijke aspecten van het verhaal. Daarnaast
"kwam het voor een deel door de ernstige stemming waarin Schopenhauer mij deed verkeren, die mij ertoe dreef een geëxalteerde uitdrukking van het wezen daarvan te vinden. Daartoe besloot ik mij te gaan bezighouden met de Tristan en Isolde".

In een brief aan Franz Liszt, 16 december 1854, maakte Wagner melding van zijn voornemen de Tristan te gaan schrijven: 
"Omdat ik in mijn leven nooit echt het geluk van de liefde ervaren heb, wil ik een gedenkteken oprichten voor deze mooiste aller dromen, een werk waarin deze liefde volledig tot uitdrukking komen kan: ik heb in mijn hoofd een Tristan en Isolde ontworpen, een eenvoudige, maar volbloedige muzikale weergave; met de 'zwarte vlag' die op het einde waait, zal ik mij dan toedekken om — te sterven. —".
 In dezelfde brief refereerde hij ook aan Schopenhauer, wiens hoofdgedachte volgens Wagner "de uiteindelijke ontkenning van de wil tot leven" is.
Tegen het einde van 1854 had Wagner een ontwerp klaar van een opera in drie aktes met als thema het Tristan-verhaal, gebaseerd op Gottfried von Straßburgs vertelling, maar het was pas in augustus 1857, dat Wagner zijn werk aan de Siegfried terzijde legde en hij zich met volle aandacht aan de Tristan ging wijden. Op 20 augustus begon hij met het schrijven van het libretto; het kwam gereed op 18 september. Wagner en zijn vrouw Minna woonden in de directe nabijheid van de villa van Wesendonck, die ze onderdak had verleend. Hier, tijdens zijn werk aan de Tristan und Isolde, was Mathilde Wesendonck Wagners muze. Of de relatie meer dan alleen platonisch was is onbekend. Op een avond in september van dat jaar las Wagner zijn gereedgekomen libretto voor aan een publiek, waaronder zijn vrouw Minna, Mathilde Wesendonck, en zijn toekomstige minnares en vrouw Cosima von Bülow.
Wagner begon zijn compositioneel ontwerp van de eerste akte in oktober 1857. In november zette hij vijf gedichten van Mathilde op muziek, tegenwoordig bekend als de Wesendonck-Lieder. Dit was voor Wagner een ongebruikelijke stap; hij gebruikte bijna nooit libretti die hij niet zelf geschreven had. Twee van deze liederen werden door Wagner aangemerkt als studies voor Tristan und Isolde: Träume gebruikt een motief dat het liefdesduet vormt van de 2e akte van de Tristan, terwijl het thema van Im Treibhaus later de prelude van de 3e akte zou worden.
Wagner voltooide de 2e akte van de Tristan tijdens zijn verblijf van acht maanden in Venetië, waar hij gescheiden van zijn vrouw Minna leefde. In maart 1859 verhuisde Wagner, die nog steeds werd beschouwd als een opstandige vluchteling, naar Luzern, omdat hij vreesde anders te zullen worden uitgeleverd aan de autoriteiten van Sachsen. In Luzern componeerde hij de 3e akte, die gereed kwam in 1859.
In 1860 verscheen de partituur van dit werk in druk.

## Première

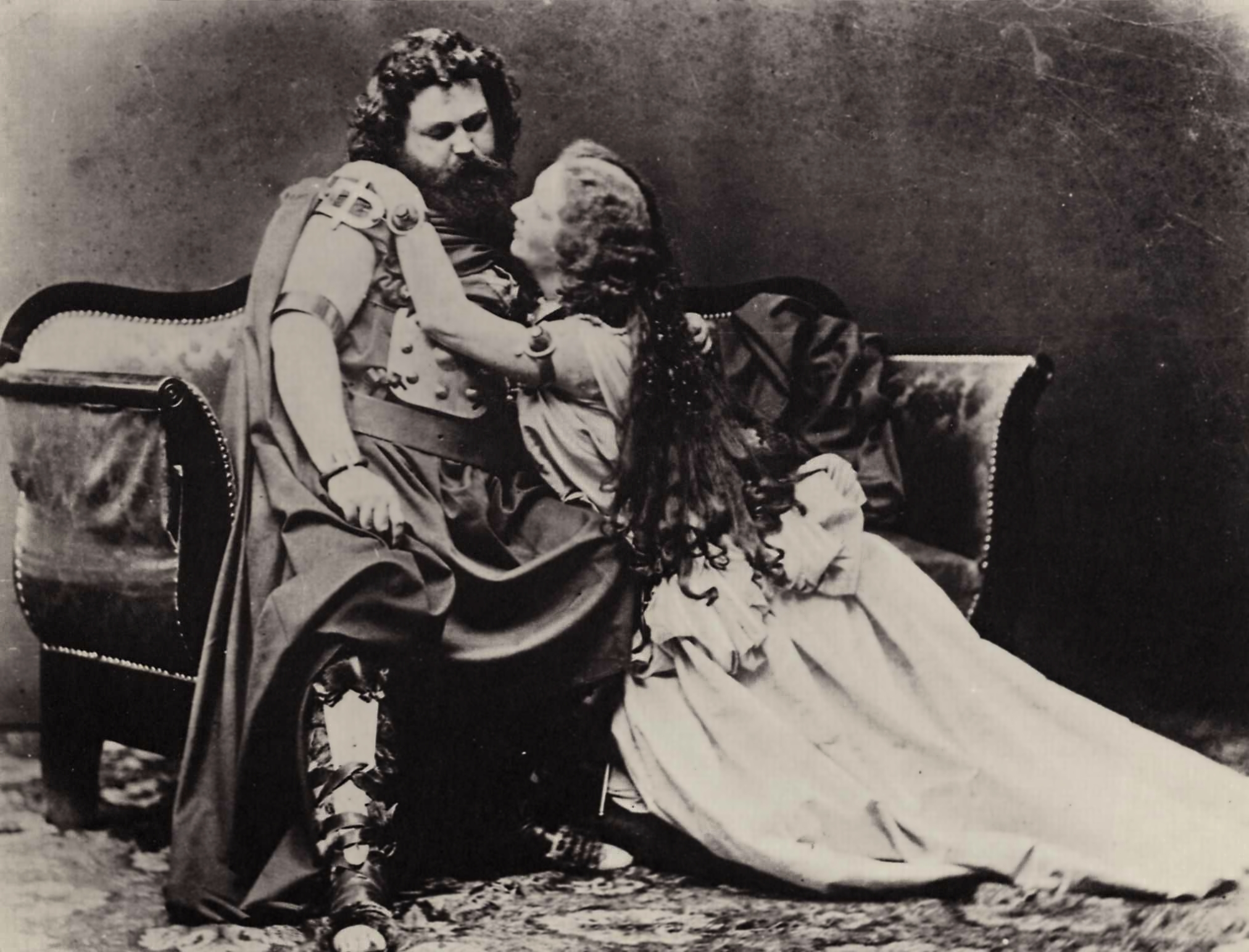
Ludwig en Malvina Schnorr von Carolsfeld als Tristan en Isolde

Tristan und Isolde bleek moeilijk ten tonele gevoerd te kunnen worden. Parijs, het centrum van de operawereld in het midden van de 19e eeuw, zou een logische keus geweest zijn, maar na een rampzalig verlopen Tannhäuser-uitvoering bij de Opéra de Paris, bood Wagner zijn Tristan aan aan het Badische Hoftheater te Karlsruhe in 1861. Toen hij de Weense Hofopera bezocht om mogelijke zangers voor zijn werk te horen, bood de directie hem aan het werk in Wenen op te laten voeren. De tenor Alois Ander werd aangewezen om de rol van Tristan te zingen, maar hij bleek niet in staat deze rol te leren. Door problemen, en ondanks de meer dan zeventig repetities tussen 1862 and 1864, kon de Tristan und Isolde niet opgevoerd worden, wat het werk de reputatie gaf onuitvoerbaar te zijn. Op wens van Ludwig II van Beieren werd het werk naar het Nationaltheater van München gehaald. Hans von Bülow was uitgekozen om de Tristan te dirigeren, ondanks het feit dat Wagner een affaire had met zijn vrouw, Cosima von Bülow. Het werk had op 15 mei 1865 in première moeten gaan, maar dat moest worden uitgesteld omdat Malvina Schnorr von Carolsfeld, die de rol van Isolde had moeten zingen, hees geworden was. De eerste uitvoering van het werk vond uiteindelijk plaats op 10 juni 1865. Ludwig Schnorr von Carolsfeld zong de rol van Tristan, en Malvina, zijn vrouw, die van Isolde. Drie weken na de 4e uitvoering, kwam Ludwig Schnorr von Carolsfeld plotseling te overlijden. Wagner zelf schreef de doodsoorzaak toe aan een fatale ontsteking, opgelopen door het werk op slecht verwarmde en tochtige theaterbühnes, maar men speculeerde dat de inspanning van de Tristan-rol hem te veel geworden was. De druk van de Tristan heeft ook het leven geëist van de dirigenten Felix Mottl in 1911 en Joseph Keilberth in 1968; beide mannen bezweken terwijl ze de 2e akte van de opera dirigeerden. Wagner zelf was van mening dat de Tristan zo verpletterend was dat alleen een slechte uitvoering zijn publiek kon redden; in een brief aan Mathilde Wesendonck, april 1859, schreef hij:
"Kind! Die Tristan wordt iets verschrikkelijks! Die laatste akte!!! Ik ben bang dat de opera verboden wordt — tenzij het geheel door een slechte opvoering in een parodie verandert; alleen middelmatige opvoeringen kunnen me redden! Helemaal geslaagde zullen de mensen gek maken, — iets anders kan ik mij niet voorstellen. Dat het zover met me moest komen!! O wee!"

## Uitvoeringen
De volgende Tristan-productie was in Weimar in 1874, en Wagner zelf begeleidde een andere productie, in Berlijn, in maart 1876. Het werk werd pas in Wagners eigen theater opgevoerd in 1886, toen de componist al overleden was. Deze uitvoering, een productie van Cosima Wagner, zijn weduwe, ontving veel bijval. Bij de herhalingen in de jaren 1889 en 1892 was de zaal geheel gevuld, en in de jaren waarin de Tristan niet werd opgevoerd ontving de theaterleiding brieven waarin men dringend om opname van juist dit werk in het programma vroeg. De eerste uitvoering buiten Duitsland was in het Theatre Royal, Drury Lane in 1882, gedirigeerd door Hans Richter, die ook de eerste productie in Covent Garden dirigeerde, twee jaar later. De eerste opvoering in Amerika was bij de Metropolitan Opera in december 1886 onder leiding van Anton Seidl.
Gustav Mahler bezocht in juli 1883 in Bayreuth de opera Parsifal. Hij was diep ontroerd en schreef naar aanleiding hiervan:
"Toen ik, niet in staat om een woord te spreken, uit het Festspielhaus naar buiten kwam, wist ik dat mij het grootste, smartelijkste was geopenbaard en dat ik het onbevlekt met mij door het leven zou dragen."

## Synopsis

### 1e akte. In een tent op het voordek van een schip.
De Ierse koningsdochter Isolde wordt door Tristan naar Cornwall gebracht, om daar te huwen met de oude koning Marke, Tristans oom. Het schip nadert de kust. Eens had Tristan de verloofde van Isolde, de Ierse prins Morold, in een tweegevecht gedood, toen deze van koning Marke de verplichte schatting eiste. In plaats van het geld werd het afgehouwen hoofd van Morold teruggestuurd naar Ierland, waarmee Cornwall zijn onafhankelijkheid benadrukte. Door dit verlies van zijn veldheer en zijn macht zag de Ierse koning zich genoodzaakt zijn dochter Isolde uit te huwelijken aan Marke en zo de vrede te herstellen en een hernieuwde vriendschap tussen de twee landen aan te gaan.
Isolde is verbitterd door de schande te moeten trouwen met de voormalige leenman Marke en daarnaast is ze diep beledigd omdat Tristan haar de hele reis heeft genegeerd. Ze stuurt haar dienares Brangäne om Tristan te bevelen bij haar te verschijnen en haar eer te bewijzen. Tristan weigert, en zijn wapenbroeder Kurwenal sneert dat Tristan niet de ondergeschikte is van een vrouw die hij zelf als bruid weggeeft en tot koningin maakt.
Na deze nieuwe vernedering vertelt Isolde aan Brangäne, die haar tevergeefs tracht te troosten, de diepere reden voor de haat die ze voelt voor Tristan: na het gevecht met Morold liet Tristan, zelf zwaar gewond, zich met een bootje naar de kust van Ierland brengen in de hoop gevonden te worden door Isolde, opdat zij hem met haar geneeskunst zou redden van de dood. Isolde herkende in de man, die zichzelf Tantris noemde, de moordenaar van haar verloofde, maar nam geen wraak op hem omdat ze plotselinge liefde opvatte voor de hulpeloze Tristan. Hij genas en dankte haar, en zwoer haar eeuwige trouw. Spoedig daarop keerde hij terug, niet om met haar te trouwen maar om haar aan koning Marke te geven.
Brangäne poogt haar meesteres te laten inzien dat Tristans liefde en dankbaarheid tot uitdrukking komt in het feit dat hij van zijn erfdeel afziet en haar tot koningin van Cornwall maakt en haar voor altijd zal dienen. Isolde gelooft haar niet, en overtuigd van Tristans trouweloosheid en snood verraad aan hun liefde besluit ze wraak op Tristan te nemen en daarna zichzelf van het leven te beroven. Ze beveelt Brangäne een gifdrank te bereiden. Deze echter vult een kelk niet met gif maar met een liefdesdrank. Als Kurwenal de twee vrouwen opdraagt zich voor te bereiden op de spoedige landing, eist Isolde dat Tristan naar haar toe komt, omdat ze niet voor koning Marke kan verschijnen zolang ze Tristan de dood van Morold niet vergeven heeft.
Tristan wil geen tweede keer weigeren, en reikt Isolde zijn zwaard, zodat ze kan doen waartoe ze eerder niet in staat was: hem doden. Isolde wijst dit af, en stelt dat ze hem geen kwaad wil doen maar een verzoeningsdrank met hem wil drinken. Tristan vermoedt dat de hem aangereikte kelk gif bevat en drinkt deze leeg om van de kwelling van zijn onvervulbare en daarom ongenoemde liefde voor Isolde verlost te zijn. Als de kelk half leeg is neemt Isolde deze van hem over en drinkt de rest leeg. Ze verwachten beiden de dood, maar door de macht van de liefdesdrank bevangen, vallen ze elkaar in de armen. Pas als de komst van de koning wordt aangekondigd ontwaken ze uit hun roes. Het schip gaat voor anker en het volk juicht.

### 2e akte. In een tuin met hoge bomen voor het verblijf van Isolde.
Terwijl Marke met zijn gevolg op jacht is wacht Isolde vol ongeduldig verlangen op Tristan. Als het hoorngeschal van de jachtstoet versterft in de verte geeft Isolde Brangäne de opdracht de fakkel te doven. Dit is het signaal dat met Tristan is afgesproken om aan te geven dat hij haar bezoeken kan. Brangäne waarschuwt Isolde voor de verraderlijke Melot, een hoveling en vriend van Tristan, en stelt voor de ontmoeting uit te stellen. Isolde wil hier niets van weten en dooft zelf de fakkel. Hierna begeeft Brangäne zich naar de borstwering om die nacht van bovenaf over het paar in de tuin te waken.
In de ochtendschemer komt Kurwenal het paar haastig waarschuwen voor de terugkeer van de koning, maar hij is te laat. Hevig aangedaan moet koning Marke erkennen dat Melots beschuldigingen terecht waren. Hij probeert te begrijpen wat er gebeurd is maar krijgt geen antwoord op zijn vraag over de reden van Tristans trouwbreuk. Tristan zelf verlangt alleen nog maar naar de dood, en Isolde is bereid hem te volgen. Tristan kust haar voor de laatste keer en stort zich in het zwaard van zijn verraderlijke vriend Melot als deze de schande van de koning wil wreken.

### 3e akte. In de kasteeltuin.
Kurwenal heeft de zwaargewonde Tristan naar zijn kasteel Kareol in Bretagne gebracht en een scheepje gestuurd om Isolde af te halen, omdat alleen zij de wond van Tristan kan helen. Een herder wordt op de uitkijk gezet en moet een vrolijk deuntje spelen zodra hij Isoldes schip ziet aankomen.
Tristan wordt wakker en herbeleeft in koortsige toestand het conflict waarin hij gevangen zit.
Eindelijk meldt de herder de komst van het schip. Kurwenal snelt naar het strand om Isolde af te halen en naar Tristan te begeleiden. Deze echter heeft het verband van zijn wond afgerukt, strompelt zijn geliefde tegemoet en stort in haar armen, nog eenmaal haar naam noemend, en sterft. Isolde, gebroken, zakt ineen boven het lichaam van Tristan.
Dan landt er een tweede schip. Tot zijn ontzetting ziet Kurwenal hoe koning Marke, Melot en zijn mannen de burcht binnendringen. Hij verzet zich, verslaat Melot, maar wordt zelf dodelijk getroffen en valt neer naast Tristan op de grond.
Nadat Brangäne hem over haar verwisseling van de liefdesdrank had verteld was koning Marke meteen op reis gegaan om Tristan te vergeven en om hem te verenigen met Isolde. Hij komt te laat, en het enige wat hem rest is toe te kijken hoe Isolde, over Tristan gebogen, haar geliefde volgt en sterft.